# عولمة محلية
عولمة محلية  أو العُمْحُليّة (بالإنجليزية: Glocalization)‏ هو مصطلح حديث ذُكر لأول مرة عام 1980، من قبل رولاند روبرتسون الذي عمّم هذا المصطلح المُركّب من العالمة والمحلية.
دمج ما بين الهوية القومية المحلية مع مراحل التغير العالمي، نتج عن ذللك ثقافة محلية متأثرة من الاقتصاد العالمي.
يدّعي روبرتسون أن وجود العولمة محلية ليس بالضرورة تلغي أو تقلل من ميزة الثقافة المحلية، إنّما هي حالة مكملة لطرفين. ذكر بيلك  أن كتابة المقالات في ويكيبيديا هو جانب مهم يعكس حالة العولمة محلية، وذلك لتعدد اللغات اولا ومشاركة نفس المواضيع باللغات المحلية. تعد ويكيبيديا أداة ذات نفوذ عالي باعدادها مقالات عن أحداث قومية وثقافية من جهة ومن جهة أخرى احداث عالمية.

## ماكدونالدز حالة خاصة

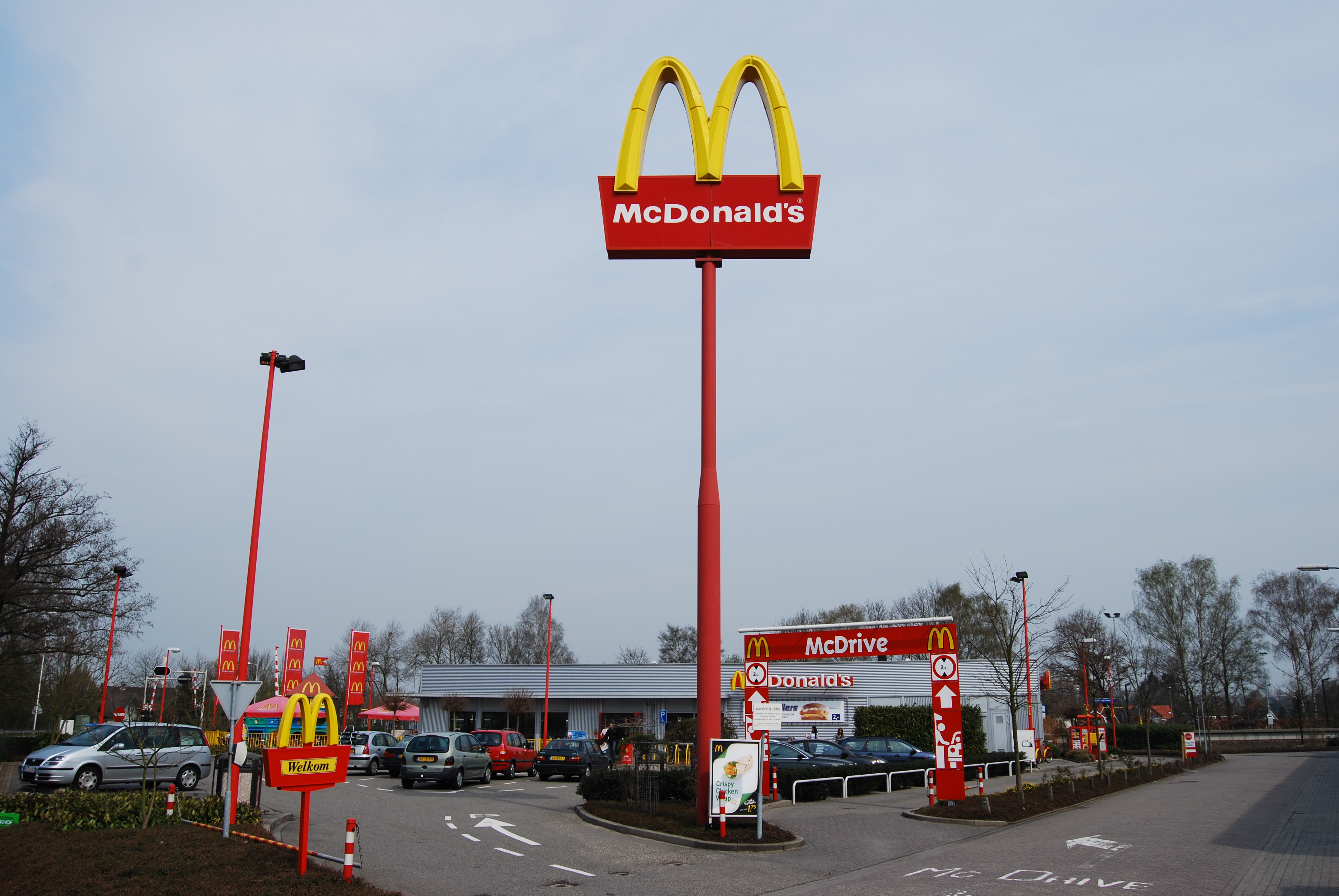
صورة لإحدى فروع الماكدونالدز

تعتبر شركة ماكدونالدز من إحدى المنظّمات الكبرى في العالم، أثرت على نهج وعادات الأكل لدى الكثير في مدن العالم، رغم أنها رمز للإمبرياليزم الثقافي في الولايات المتحدة. مع ذلك شجعت إدارة الماكدونالدز تبني بعض التغييرات في لائحة الطعام في فروعها المختلفة في العالم وفق العادات المحلية من أجل تشجيع والاقبال على منتوجاتها.

## التاريخ
تطوّرت بذرة هذا المصطلح في اليابان (dochakuka: عالمي محلي) من العالم الاقتصادي الزراعي عندما لائموا طرق زراعية عالميّة لظروف المحلية. تشمل استراتيجيات تسويق قد تبنّاها رجال أعمال من اليابان.